# Spotify
Spotify — музыкальный стриминговый сервис, позволяющий прослушивать музыкальные композиции, аудиокниги и подкасты. Доступен в виде веб-сайта, приложений для всех основных операционных систем, смартфонов, смарт-устройств и медиасистем автомобилей.
На апрель 2024 года имеет более 615 миллионов ежемесячных активных пользователей, включая 239 миллионов платных подписчиков. Является самым крупным и популярным сервисом потоковой трансляции музыки в мире.
На сервис приходится более 36 % мирового аудиостриминга, он доступен в большинстве стран Северной и Южной Америки, практически во всех странах Европы, некоторых странах Азии и Африки, в Австралии и Океании.
15 июля 2020 года сервис официально запущен в России; из-за вторжения России на Украину 6 марта 2022 года Spotify ограничил возможность оформления Premium-подписки в России, а 11 апреля 2022 года приостановил работу на территории России.
Более 70 % прослушиваний музыки сервиса происходит через плейлисты, а не по поисковому запросу или со страницы артиста.
С 2006 года и до конца 2018 года компания являлась убыточной, она существовала на средства инвесторов и выплачивала больше авторских отчислений, чем зарабатывала.
По словам Бена Сисарио из The New York Times, примерно 13 000 из семи миллионов артистов на Spotify заработали 50 000 долларов или более в 2020 году.

## История
«Спотифай» (оригинальное произношение /ˈspɒtɪfaɪ/, спо́тифай) был придуман друзьями, интернет-бизнесменами Даниэлем Эком и Мартином Лорентсоном в Стокгольме в 2006 году.

### 2005—2009
Осенью 2005 года Даниэль приступил к работе консультантом в шведской рекламной компании «TradeDoubler», где познакомился с её основателем Мартином, и в «Stardoll» (игровом веб-сайте, где пользователи могли покупать наряды для знаменитых музыкантов как для бумажных кукол), где в членах совета директоров сидит Фред Дэвис, сын музыкального магната Клайва Дэвиса. Зимой Даниэль впал в депрессию и решил создать компанию, которая вернёт ему радость жизни. Он поделился планом с Мартином, который согласился стать партнёром, к маю 2006 года продаёт акции «TradeDoubler» на 180 миллионов шведских крон, перечислил десять Даниэлю и последний покинул работу в «Stardoll». Они выбирали между многими вариантами, самыми удачными были видео- или музыкальный сервис, но видеофайлы требовали больше памяти для хранения.
В апреле был зарегистрирован домен spotify.com, акционерное общество «Spotify AB» — в июне.
В августе 2006 года в квартире по адресу Риддаргатан, дом 20 в Стокгольме открыт первый офис «Спотифай», где сотрудниками стали бывшие однокурсники Даниэля по вузу и его бывшие коллеги, покинувшие ради него «Stardoll». Мартин также нанял сотрудников из своей бывшей компании и из альма-матер в Гётеборге. Осенью «Спотифай» купил у Людвига Стригеуса из Гётеборга «μTorrent» за 5 % акций, и Людвиг присоединился к компании, занявшись созданием приложений для Windows и iOS в подразделении в Гётеборге.
К январю 2007 года Фредрик Ниэмэле (швед. Fredrik Niemelä) придумал функцию очереди (англ. Queue), загружающую по торрент-сети следующие песни на открытой странице в буфер, что создаёт иллюзию незамедлительного отклика. Эта функция тратила много оперативной памяти и заряда батареи (теперь загружаются только первые десять секунд, поэтому при медленном интернет-соединении пользователи наблюдают задержку воспроизведения после десяти секунд).
В это время для демонстрации работы сайта потенциальным инвесторам и владельцам рекорд-компаний использовались пиратские файлы, скачанные с «The Pirate Bay».
Фред Дэвис встретил Даниэля на одной из вечеринок в Стокгольме и тот рассказал ему о своём новом стартапе. Фред, много лет проработавший в музыкальном бизнесе адвокатом, объяснил, что его нынешняя задумка — зарегистрировать сервис как радиопрограмму — нелегальна и ему нужно заключить эксклюзивные контракты с каждой звукозаписывающей компанией отдельно, что сделать очень сложно. Но он может познакомить его со всеми директорами. Даниэль подумал, что на это уйдёт несколько месяцев. На самом деле на заключение контрактов в Европе ушло два года, в США — четыре.
В феврале 2007 года Даниэль, находившийся под сильным влиянием нового знакомого, успешного британского интернет-предпринимателя Шакиля Хана (англ. Shakil Khan), переехал в Лондон и учредил там головной офис «Спотифай». Фактически компания прекращает быть шведской, хотя позиционирует себя таковой.
В апреле в Швеции на лицензии проката прав у «STIM» вышла бета-версия приложения, доступного только по приглашениям, рассылаемым друзьям и музыкальным блогерам.
За первый тестовый год компания вышла в убыток на 31,8 миллиона шведских крон.
Компания безуспешно искала инвесторов, Даниэль с Мартином инвестировали свои собственные средства. Тот факт, что основатели настолько уверены в прибыльности бизнеса, что тратят свои деньги, убедил лейблы позволить им использовать их музыку, и в 2008 году сервис наконец официально запущен в ряде европейских стран, где шоу-бизнесу нечего было терять из-за пиратства. За второй год убыток составил более 60 миллионов крон.
Компания сотрудничает с телефонными компаниями «Telia» в Швеции и «Three UK» в Великобритании, совмещая оплату за стриминг и мобильную связь в одном чеке.

### 2010—2016

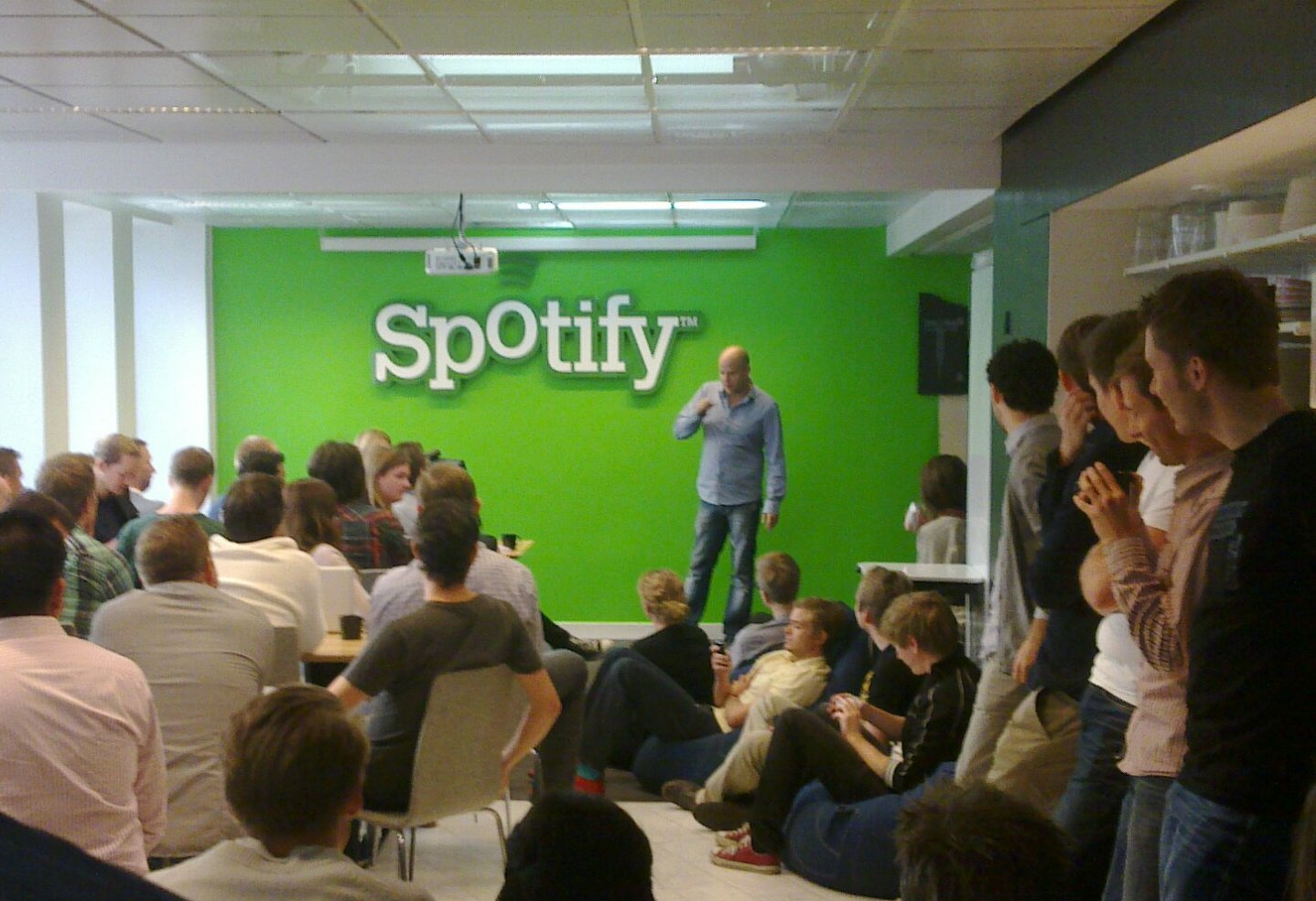
Даниэль Эк в офисе в Стокгольме, 2010 год

Стартап быстро становится популярным и уводит пользователей у альтернативных сервисов, например, «iTunes». Даниэль утверждает, что в 2010 году ему звонил Стив Джобс и дышал в трубку. По информации журналистов «Svenska Dagbladet» и по заявлениям Шона Паркера, «Apple» с 2010 года препятствовал запуску «Спотифай» в США.
Головной офис в Лондоне закрывают, оставляя там только местный рекламный сервис. Ключевые сотрудники и Даниэль переезжают в Стокгольм.
В мае 2011 года введено ограничение на прослушивание музыки до 10 часов в неделю для бесплатных аккаунтов. Сейчас ограничение отменено и заменено невозможностью пропускать треки в плейлистах.
14 июля 2011 года сервис запущен официально на самом крупном музыкальном рынке мира — в США. За эту возможность «Спотифай» выплатил трём самым крупным лейблам США («Sony», «Warner» и «Universal») 20 % своих акций в общем, а также неуказываемые несколько сотен миллионов долларов за прокат лицензий на использование музыки в год, вне зависимости от того, сколько воспроизведений композиций пользователи произведут. Также по требованию лейблов в функционал добавлена возможность купить файл (функция отменена в 2013 году).
Приход в США, где население проводит в личных автомобилях намного больше времени, чем в Европе, подстегнуло к развитию радиофункции.
Убыток за 2011 год составил 50 миллионов долларов.
В декабре 2012 года запущена одна из главных функций сервиса — вкладка «Discover», составляющая индивидуальную подборку музыкальных композиций, которые слушают другие пользователи сервиса, слушавшие те же композиции.
В мае 2013 года «Спотифай» покупает сервис «Tunigo», составлявший самые успешные плейлисты, посвящённые каким-либо событиям и настроениям. Теперь эта функция поставлена во главу сервиса. К 2014 году набран обширный штат так называемых кураторов плейлистов (музыкальных редакторов), в том числе для каждой страны.
Первый кризис роста случился летом 2013 года. После спада, характерного для летних каникул, число новых пользователей перестало расти — рынок резко перешёл в мобильный формат, а у компании до сих пор не было мобильного приложения. Оно было одобрено принадлежащим конкурирующей компании «Apple» магазином приложений «App Store» лишь в декабре и забирает 30 % прибыли. Бесплатное приложение вызвало рост числа новых пользователей и, следовательно, прослушиваний. Рекордные числа прослушиваний привлекли внимание со стороны музыкантов, не понимающих, почему звукозаписывающие компании перечисляют им несколько тысяч долларов за миллионы прослушиваний. В 2014 году артисты начали удалять свою музыку из каталога «Спотифай».
В ноябре 2013 года инвестировано 250 миллионов долларов от американской «Technology Crossover Ventures». «Спотифай» смог, наконец, позволить себе закупить серверы и отказаться от торрент-технологии, которая тратит больше заряда батареи и памяти устройства. Также новые инвестиции были потрачены на выкуп самых популярных сторонних приложений, сделанных по «API», протокол «Spotify API» был закрыт навсегда.
Начинается разработка видеосервиса, который в 2015 году был представлен как платформа для коротких немузыкальных видео от Vice Media, Comedy Central, Би-би-си, ESPN, NBC и TED (вскоре закрыт), а в мае 2016 как платформа оригинального околомузыкального контента, созданного по заказу «Спотифай» (вскоре закрыт).
Весной 2014 приобретена аналитическая фирма «Echo Nest», её технология стала основой для рекомендаций на основе алгоритмов, а не кураторов. В данный момент эти две функции совмещены — алгоритмы создают плейлист «Discover Weekly» (запущенный летом 2015) на основе часто воспроизводимых треков непопулярных исполнителей, из них пользователи воспроизводят полюбившиеся, и лишь затем кураторы выбирают для официальных плейлистов из полюбившихся пользователям. Так, чтобы попасть в один из ключевых плейлистов «Latina!», композиция должна попасть в примерно пятьсот неофициальных плейлистов.
В январе 2015 года сервис включён в программное обеспечение «PlayStation».
В мае 2015 года — запуск функции «Spotify Running» для смартфонов и смарт-часов, выбирающей EDM-композиции с темпом, соответствующим темпу бега. Музыкант Tiësto специально создал трек для этой функции. В данный момент функция неактивна из-за небольшого числа пользователей, хотя была очень высоко оценена немногочисленным количеством бегунов-пользователей.

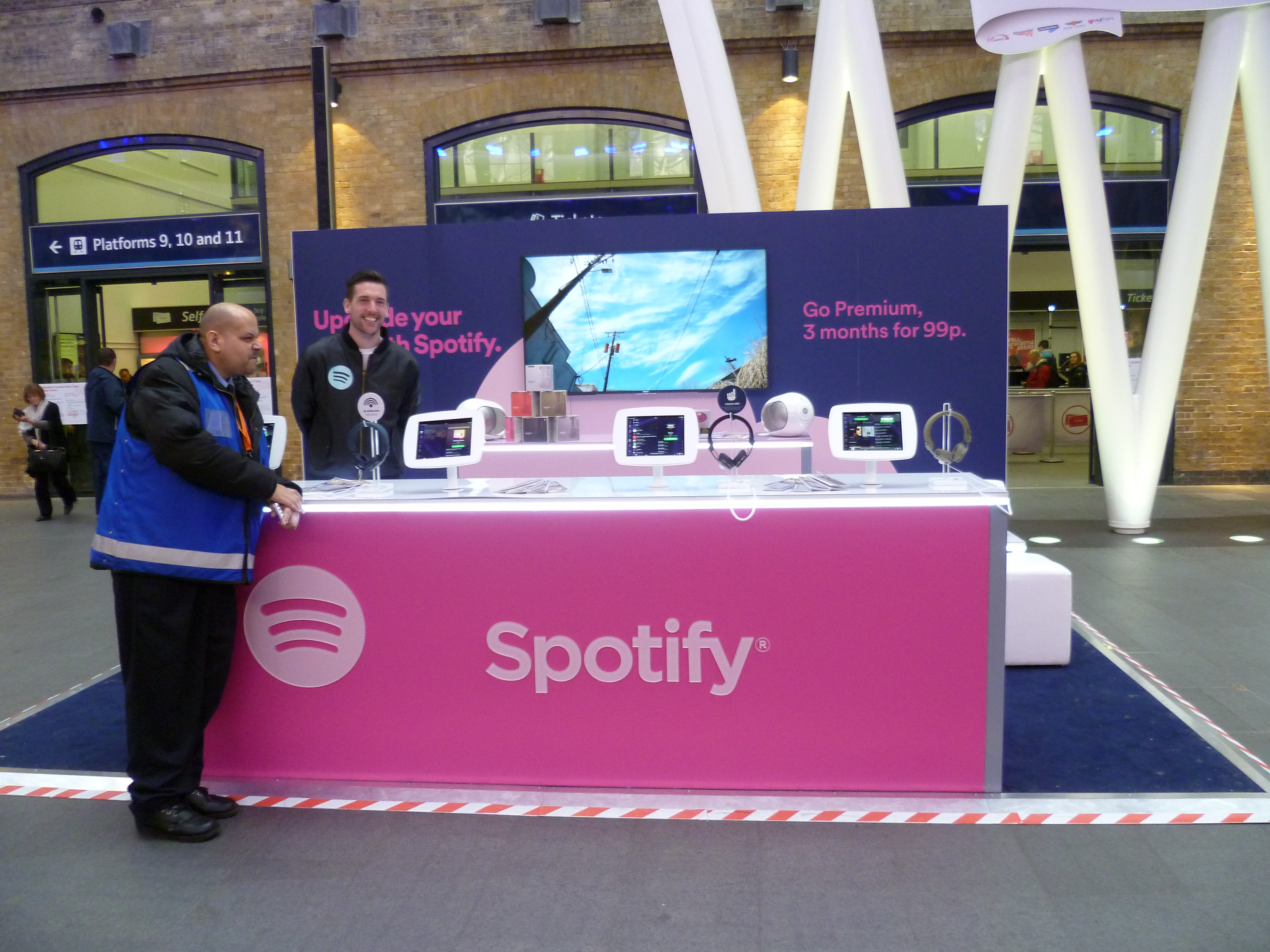
Рекламная кампания «3 месяца за 99 пенсов»

Изначально, идея Даниэля и Мартина, занимавшихся рекламными сервисами на подъёме экономики в начале 2000-х годов, была завязана на полной бесплатности сервиса, получающего выручку от рекламных объявлений, Freemium-модели. Компания ожидала примерно 3 % платящих пользователей.
Мировые финансовые кризисы с 2007 года и затяжная рецессия вынуждают рекламодателей всё больше урезать бюджет с каждым годом. В конце концов «Спотифай» под руководством Алекса Норстрёма (швед. Alex Norström) фокусируется на конвертации бесплатных пользователей в платящих при помощи объединения ежемесячного платежа с «Telia» и «Hulu», студенческими скидками, семейными тарифами, акцией «Первые три месяца за 99 центов».
Приобретена аналитическая компания «Seed Scientific», занимающаяся персонализацией рекомендаций.
Июль 2015 — запущена самая популярная функция «Discover Weekly» с рекомендуемой музыкой. За первый год 5 миллиардов воспроизведений произошло с этой вкладки.
Первый объявленный рекорд — 500 миллионов воспроизведений «Thinking Out Loud» Эда Ширана в октябре 2015 года.
В 2016 запущена вкладка «Release Radar», где автоматически собираются новые композиции от любимых артистов пользователя.
К сентябрю «Спотифай» выплатил пять миллиардов долларов авторских отчислений, 1,2 из которых — в 2016 году.
«Спотифай» набирает тысячи новых сотрудников и сталкивается со стокгольмским жилищным кризисом. Мартин и Даниэль публикуют открытое письмо шведскому правительству о необходимости отмены фиксированной арендной платы в Стокгольме, чтобы высококвалифицированные профессионалы, получающие более высокую зарплату, приезжали в Стокгольм и имели возможность арендовать квартиру вне зависимости от её стоимости, либо им придётся однажды закрыть шведский офис «Спотифай» навсегда. В феврале 2017 года «Спотифай» снял большой офис в Нью-Йорке за 11 миллионов долларов в год,, а в сентябре 2018 переехал во Всемирный торговый центр 4 за 2,77 млн в месяц, но Стокгольм не покинул.

### 2017—2021
Стабильный рост выплат вознаграждений и смена фокуса маркетинговой стратегии на платящих пользователей убедили музыкантов вернуть и загрузить, если их там не было до этого, свои каталоги на сервис. «Спотифай» теперь лидер и меняет стратегию отношений с шоу-бизнесом и музыкантами. Он делает ставку на продвижение неподписанных на крупные лейблы артистов. В начале 2018 года выкуплен независимый дистрибьютор музыки «Soundtrap» за 500 миллионов шведских крон.
Ещё в 2017 в СМИ обсуждался выход на IPO, но сбор документации затянулся. Лишь 1 марта 2018 года «Спотифай» официально объявил о намерении стать публичной компанией.
3 апреля 2018 года, Spotify вышел на Нью-Йоркскую фондовую биржу проведя процедуру DPO. В компании объясняли это желанием демократизировать процесс выхода на биржу, а также отмечали, что им не нужно привлекать финансирование, как компаниям, проводящим IPO. Одну ценную бумагу компании оценили в 132 доллара, а весь сервис — в 23,5 миллиарда долларов.
Несмотря на стабильный рост доходов, убыточность «Спотифай» продолжала увеличиваться, достигнув 394 миллионов долларов за 2 квартал 2018 года. Последний квартал 2018 и первый квартал 2019 — единственные прибыльные кварталы в истории сервиса, но прибыльность обеспечена выходом мегакомпании «Tencent», акционером которой является «Спотифай», на торги на бирже.
В феврале 2019 года за 340 млн долларов были приобретены занимающиеся созданием и распространением подкастов компании «Gimlet Media Inc.» и «Anchor FM Inc.»
До конца года «Спотифай» планировала потратить на подкасты 500 млн долларов, рассматривая их в контексте серьёзных рекламных возможностей.
В мае стало известно, что «Спотифай» тестирует своё первое цифровое устройство — виртуальный ассистент для автомобиля «Car Thing», но планов по выпуску его в свободную продажу пока нет.
Несмотря на долю, почти в два раза большую, чем у «Apple Music», основными конкурентами «Спотифай» видит не другие стриминговые сервисы, а «TikTok» и «Instagram».
В 2019 «Спотифай» выступил инвестором криптовалюты «Фейсбука» Либры.
15 июля 2020 года Spotify начинает работу в следующих странах:
Россия, Казахстан, Беларусь, Украина, Словения, Албания, Хорватия, Сербия, Северная Македония, Босния и Герцеговина и Молдова.
В июне 2021 года Spotify объявил о запуске аудиоплатформы Greenroom, функции которой схожи с аудиосервисом Clubhouse. Пользователи могут запускать аудиокомнаты численностью до 1 тыс. человек, ведущий сможет давать слово подключившимся пользователям.

### 2022
В январе 2022 года платформа была вынуждена удалить музыку Нила Янга по его требованию, ибо он обвинил в распространении дезинформации о COVID-19 эксклюзивно работающего на платформе Джо Рогана и заключил, что платформа не может одновременно иметь у себя «Янга и Рогана». В то же время сервис решил добавить специальную маркировку для эпизодов подкастов, в которых обсуждается тема коронавируса, переводяющую пользователей на созданный Spotify и посвящённый коронавирусу портал. Ресурс должен предоставлять доступ к фактам, основанным на актуальной информации, которой делятся учёные, врачи, академики и органы общественного здравоохранения по всему миру.
Война на Украине
После введения законов о «фейковых новостях» (18.03.2022) Spotify прекратила работу в России; бесплатные услуги полностью отменены. По сообщению компании, отказ от работы в России связан с опасением за безопасность как сотрудников, так «возможно и клиентов». Российское представительство компании было закрыто ранее в марте (см. также ниже ).

### Этимология
Слово «spotify» ничего не значит. Мартин ослышался, что Даниэль сказал «spotify», когда они обменивались идеями о названии. Толкование spot + indentify (рус. идентифицировать место) было выдумано позже и некоторое время использовалось в маркетинговых материалах. Сейчас от этого толкования отказались.
Английский суффикс -ify используется для создания глаголов, обозначающих какой-либо процесс, действие. В начале 2010-х годов в своих социальных медиа компания называла сотрудников «spotifiers».
Название компании породило термин «spotification» (рус. спотификация), использующийся для обозначения процесса изменения поведения потребителей в эпоху стриминга.
Термин «Spotify-core» используется для обозначения нового поджанра музыки, созданного для увеличения количества воспроизведений.

### Дизайн

До 2012 года

Кристиан Вильссон (швед. Christian Wilsson), художник-иллюстратор в «Stardoll», рисует для Даниэля наброски логотипа с выпрыгивающей «o» с радиоволнами, символизирующими стриминг в начале 2006 года за 6 тысяч шведских крон.
Первоначальный оттенок зелёного — салатовый (sRGB: #7AB800) — выбрал дизайнер Расмус Андерссон (швед. Rasmus Andersson).
Его смена Кристианом на более холодный изумрудный оттенок (sRGB: #1DB954) в 2012 году вызвала недовольство пользователей приложения. Расмус также является автором всего дизайна сервиса до 2010 года.
Современный дизайн сервиса использует принципы ориентированного на пользователя проектирования. Пользователи сервиса склонны слушать музыку в одних и тех же повторяющихся днём за днём условиях: по одним и тем же причинам, с теми же настроениями в одних и тех же местах на определённых устройствах. Опыт взаимодействия сфокусирован на предельной понятности и минимализме, который определяется в процессе экспериментов с приглашёнными подопытными.

## Технические характеристики
«Спотифай» присутствует на множестве современных устройств, на операционных системах «Windows», «macOS», «Linux», «Android» и «iOS», а функция «Spotify Connect» (рус. Соединение по Спотифай) позволяет пользователям задействовать ряд устройств одновременно. 

Клиент «Спотифай» для ПК позволяет импортировать музыку из «iTunes», с возможностью синхронизации с мобильными устройствами. Любая композиция, альбом или плейлист могут быть встроены в код страницы сайта или блога.
По состоянию на сентябрь 2019 года, в сервисе активно более 248 млн аккаунтов, 113 млн из которых пользуются платными услугами.
«Спотифай» содержит более 50 млн песен, каждый день загружается несколько десятков тысяч новых файлов (например, «Happy Birthday to You» имеет 1400 версий).
Поиск осуществляется по песням, артистам, альбомам, плейлистам и лейблам.
При этом приблизительно 20 % каталога никто никогда не воспроизводил.
Для защиты использованы технические средства защиты авторских прав.
«Спотифай» предоставляет три различных битрейта вещания в открытом формате Ogg Vorbis, что даёт более качественное звучание при меньшем потреблении трафика, чем у большинства конкурентов на рынке, а также не требует выплаты отчислений владельцам патента на формат MP3.
| Битрейт    | Доступность                      |
| ---------- | -------------------------------- |
| 96 Кбит/с  | Мобильные устройства             |
| 160 Кбит/с | Приложение для компьютера и сайт |
| 320 Кбит/с | Премиум тариф                    |

Функция радио проигрывает последовательность в 50—70 композиций на основе персональных предпочтений пользователя, выбранного жанра, трека, плейлиста или артиста. Эксперимент «MIT» показал, что нажатие «нравится» или «не нравится» ни на что не влияет.
В феврале 2021 Spotify объявил о планах внедрить музыку в формате сжатия без потерь (HiFi). Однако задержал внедрение вплоть до июня 2024, из-за чего уступил инициативу Amazon Music и Apple Music. Стриминг взимает за доступ к HiFi-формату повышенный тариф.

### Плейлисты
Пользователи могут создавать плейлисты, делиться ими с другими пользователями, а также совместно редактировать их. В настоящее время в «Спотифай» около 2 миллиардов плейлистов, созданных как пользователями, так и кураторами. Раньше обычный пользователь мог сохранить не более 10 000 песен в плейлисты, однако 27 мая 2020 года Spotify объявил, что теперь в собственную библиотеку пользователей можно добавлять неограниченное количество музыки.
К 2017 году 70 % прослушиваний происходит через плейлисты, контролируемые редакторами. Лишь небольшая часть официальных плейлистов посвящена тому или иному музыкальному жанру, главным фокусом плейлистов стали события или настроения. Такие плейлисты производятся компаниями, принадлежащими крупным лейблам «Filtr» («Sony»), «Digster» («Universal»), и «Topsify» («Warner»). Включение в любой официальный плейлист гарантирует попадание в чарты.
Для поиска новых артистов «Спотифай» анализирует 20 тысяч музыкальных блогов и выбирает повторяющиеся новые имена. Свежие загрузки этих артистов отправляются в рекомендации нескольким тысячам пользователям, и, если композиции не пропускают при воспроизведении, их прослушивают редактора-сотрудники компании. Певица Lorde и группа «Greta Van Fleet» стали известны именно благодаря этому алгоритму, хотя их упоминания в блогах были оплачены лейблами.

### Персонализация рекомендаций
Исследователи из MIT пришли к выводу, что «Discover» — единственная функция, которая основывается на предыдущих прослушиваниях из всех, позиционируемых как персонализированные, и обновляется каждые 3—5 дней. Остальные функции основываются на указанном при регистрации поле, возрасте и месте жительства и в неё попадают только «радостные» песни.

### Авторские отчисления
«Спотифай» не перечисляет роялти напрямую артистам. Для использования сервиса музыкантам необходим либо контракт с любой звукозаписывающей компанией, либо контракт с одним из нескольких авторизованных агрегаторов (Предпочтительные: «DistroKid», «CD Baby», «EmuBands», «Record Union»).
Выплаты артистам, которые подписаны на лейбл и выплаты независимым артистам, загружающим музыку самостоятельно, разнятся. Лейбл получает фиксированную сумму за прокат лицензий в год и делит её на все воспроизведения всех своих артистов. Так, «Universal» получил 2 миллиарда за два года 2017—2018.
Независимые сервисы платят за каждое воспроизведение процент, привязанный к средней за месяц стоимости рекламных объявлений в стране, где был воспроизведён трек. Средний доход музыканта в 2019 году за одно проигрывание одного трека слушателем составляет 0,00437 $. Одна из самых популярных виолончелисток Зо Китинг за проигрывания её музыкальных произведений 2 252 293 раза с 2013 по 2018 годы получила от «Спотифай» 12 231 доллар.
Эксперимент «MIT» показал, что вопреки озвученным в правилах выплат необходимым 30 секундам воспроизведения, 25 секунд также оплачиваются. По данным «ADAMI», доход от одного воспроизведения в 22 раза больше, чем получает исполнитель, при том, что компания отчисляет лейблам 70 % дохода. По данным «Французского синдиката звукозаписи» и британского аудитора «EY», лейблы получают 73 % платежей подписчиков и отчисляют авторам — 16 %, а исполнителям — 11 %.
Если артист попадёт в плейлист «Today’s Top Hits» с 20 миллионами подписчиков, число прослушиваний на самом деле приблизится к 20 миллионам, что равно 116—163 тысячам долларов США и высокому месту в чарте «Billboard Hot 100».
В сентябре 2018 года запущена тестовая функция «Upload Beta» загрузки музыки напрямую на платформу и получения 100 % выплаты. Только небольшое число американских инди-артистов, близких к сотрудникам сервиса, получили приглашения к тестированию. Летом 2019 тестирование было окончено с отрицательным результатом.

### Особенности разработки
При разработке сервиса использована «Spotify Model» — фреймворк разработки программного обеспечения на принципах agile. Разработка делится на независимые группы 30-200 разработчиков, внутри которых существуют свои группы с жёсткой структурой чётко определённых ролей и лидером. Группы не согласовывают свои действия снизу вверх, а только получают задания сверху. Большую часть своего существования сервис поддерживал до ста функций и все они были, по мнению Даниэля, посредственными. Сейчас разработчики заняты максимум десятью функциями с десятью иерархированными заданиями на неделю, месяц, квартал и год. Это стало причиной отключения множества любимых пользователями функций.
Архитектура сервиса изначально писалась на языке «C++», потом разработчики перешли на «Python» и «Java».
До 2013 года компания имела один сервер на 70 петабайт в Стокгольме, с которого по торрент-сети загружала на устройства пользователей файлы, чтобы использовать их память для хранения. Таким образом «Спотифай» загружал в память устройств своих пользователей 38 терабайт в день. Из-за того, что большинство пользователей слушает одну и ту же музыку, менее десяти процентов трафика исходило из их сервера, и оставшиеся — из памяти устройств пользователей: 35 процентов через торрент-технологию, 55 — напрямую от одного пользователя другому. Смартфоны не использовались, только стационарные компьютеры.
В 2014—2016 построены четыре дата-центра (в Стокгольме, Лондоне, Сан-Хосе и Ашберне). Вдобавок к дата-центрам используются пять точек обмена интернет-трафиком (в Стокгольме, Лондоне, Амстердаме, Франкфурте и Ашберне) и арендовано множество локальных сетей CDN, что обеспечивает незамедлительное воспроизведение контента. С 2016 года также арендуется «Google Cloud Platform», что стоит дешевле собственных серверов.

## Критика

### Тейлор Свифт
Одним из самых популярных артистов, удаливших свою музыку из каталога в кризисный 2014 год, была Тейлор Свифт. В записи в социальной сети она обвинила «Спотифай» в обесценивании труда музыкантов самим наличием бесплатных пользователей на платформе и несправедливом распределении дохода. Даниэль взял всю вину за непонимание ею и её рекорд-лейблом принципов работы сервиса на себя; с 2017 года музыка Тейлор Свифт, других артистов её лейбла «Big Machine Records», Radiohead и многих других снова появилась на сайте.
«Спотифай» создал подразделение по налаживанию взаимоотношений с артистами, проводит вечеринки, ворк-шопы и учредил премию «Secret Genius» для композиторов, продюсеров и издателей, остающихся за кадром в музыкальном шоу-бизнесе.

### Поддельные артисты
В 2015 году в прессе появляется информация, что «Спотифай» наполняет второстепенные плейлисты не существующими музыкантами, а сделанной по заказу инструментальной музыкой, не требующей выплат авторских отчислений. «Спотифай» объяснил, что на самом деле сотрудничает со стокгольмским медиаагентством «Epidemic Sound», более 1500 треков заказано для наполнения плейлистов с необходимым настроением, но авторские отчисления всё равно выплачиваются.
Журналист «The Guardian» охарактеризовал музыку, приписываемую этим заказанным исполнителям, как «жутковато безликую» (англ. bizarrely nondescript music).
В середине 2017 года в Париже французский учёный Франсуа Паше нанят «Spotify Creator Technology Research Lab» для создания программного обеспечения, создающего музыку при помощи искусственного интеллекта, и не требующего выплат авторских отчислений. Первым альбомом, выпущенный лабораторией, стал «Hello World» 2018 года под псевдонимом Skygge.

### Унификация музыки Spotify-core
Журналист «The New York Times» Джон Караманика (англ. Jon Caramanica) первым употребил термин «Spotify-core» (по аналогии с «Hard Core») для обозначения нового жанра музыки, созданного для увеличения количества воспроизведений.
Треки спотифай-кор характеризуются:
- малой длиной трека, чтобы подстегнуть повтор воспроизведения (так, «Mine» певца Баззи длится ровно две минуты, а «Old Town Road» рэпера Lil Nas X — 1:53) при возросшем количестве треков в альбоме;
- отсутствием вступлений;
- хуком в первые 30 секунд, чтобы слушатель не перешёл к следующей песне до того момента, как будет засчитано оплачиваемое воспроизведение;
- повтором куплетов два раза подряд;
- унифицированностью (средним темпом и громкостью) для попадания в популярные плейлисты фоновой «chill» музыки;
- однообразностью аранжировок: EDM в стиле R3hab или монотонный хип-хоп в стиле Дрейка;
- текстами песен, сфокусированными на эмоциональном переживании с мягким, интимным вокалом;
- возросшей частотой песен-коллабораций, ремиксов и каверов.

По мнению журналистов, сфокусированный на алгоритмах «Spotify-core» ограничивает возможности творческого роста музыкантов, не входящих в 10 % самых популярных артистов. В то же время унификация музыки в многочисленных плейлистах позволяет намного большему количеству артистов использовать стриминг в качестве основного источника заработка благодаря тому, что слушатели перестают уделять внимание известности имени исполнителя.

### Противодействие принятию закона об увеличении выплат авторам песен
В январе 2018 года Совет по авторскому праву США предложил увеличить выплаты авторам музыкальных композиций на 44 % и в октябре предложение приняло силу закона, названного «Music Modernization Act». В марте 2019 «Спотифай», «Амазон», «Гугл» и «Пандора» подали апелляцию[куда?] с просьбой отменить или уменьшить до 15 % размер выплат, потому что они не в состоянии поддерживать бизнес при выросших выплатах.
В ответ музыканты раскритиковали «Спотифай», проигнорировав три остальные апеллирующие компании. По информации журнала «The Verge», за лоббированием закона и настраиванием музыкантов против «Спотифай» стоит конкурирующая «Apple», для которой увеличение выплат пройдёт незаметно из-за доходности других подразделений по производству ноутбуков и смартфонов.
В ответ на критику артистов (в ожидании решения по апелляции), летом 2019 «Спотифай» высчитал, что по одному из положений «Music Modernization Act», предписывающему рассматривать воспроизведение от пользователя льготного аккаунта как 0,25—0,5 воспроизведения, он многократно переплатил авторам песен, поэтому вычтет из выплат авторам песен за 2019 год «переплаченное» за 2018 год. Журналист интернет-портала Music Business Worldwide указывает, что рекорд-компании на этот пункт не обратили внимания и сейчас возмущены соблюдением «Спотифай» закона, которому радовались несколько месяцев назад.

### Отношения с Apple
После своего запуска в 2008 году «Спотифай» быстро стал популярным в Европе и увёл часть пользователей у «iTunes», принадлежащего «Apple». Даниэль Эк утверждал, будто бы в конце 2010 года ему звонил генеральный директор «Apple» Стив Джобс и несколько минут дышал в трубку. По информации журналистов «Svenska Dagbladet» и по заявлениям Шона Паркера, «Apple» с 2010 года препятствовал запуску «Спотифай» в США.
В июле 2015 года приложение «Спотифай» для iOS без функции оплаты отклонено «Apple», которая получает 30 % с каждой транзакции. «Спотифай» пишет письмо Евросоюзу о несправедливой конкуренции, которое рассмотрено лишь в 2017-м. Евросоюз решает создать комиссию по рассмотрению дела.
В марте 2019 года Даниэль выступает перед Европейской комиссией и комиссаром по конкуренции, рассказывая, что «Apple», являясь одновременно и владельцем единственного магазина приложений для «iPhone», и владельцем конкурирующего сервиса музыкального стриминга, имеет конфликт интересов и своим требованием выплачивать всеми приложениями 30 % дохода нарушает справедливую конкуренцию. Комиссия принимает жалобу к рассмотрению.
«Apple» в пресс-релизе ответила на претензии, что является коммерческой организацией и на все приложения распространяются одинаковые правила пользования магазином «iTunes»; снижать тридцатипроцентную ставку для музыкальных приложений будет несправедливо по отношению ко всем другим приложениям.

### Преобладание мужчин в официальных плейлистах
По итогам 2017 года ни одна женщина не вошла в число десяти самых популярных артистов чарта «Billboard» и годовой статистики «Спотифай». В «Billboard» это произошло впервые с 1984 года.
Благодаря журналистскому эксперименту было выявлено, что в генерируемом кураторами, а не алгоритмами плейлисте «Today’s Top Hits» 85,5 % песен имели исполнителя-мужчину; плейлист «RapCaviar» имел только одну главную исполнительницу сингла, и то в коллаборации с мужчиной; а плейлист «Rock This» включал только пять женских исполнительниц. В «Discover Weekly», генерируемом алгоритмом, 80 % артистов были мужчинами.
Также, в 2017 году только 13,5 % авторов 50 самых воспроизводимых песен были женщины.
В ответ, в июне 2017 года «Спотифай» совместно со шведским продюсером Максом Мартином запустили проект «Spotify Equalizer», куда пригласили несколько шведских продюсеров и композиторов-женщин.
Кантри-певица Мартина Макбрайд в 2019 году привлекла внимание к тому, что по поиску «кантри» лишь 136-я композиция исполняется женщиной.

### XXXTentacion
В мае 2018 года на волне движения «MeToo», «Спотифай» удаляет музыку R. Kelly и XXXTentacion из официальных плейлистов, чтобы не продвигать артистов, преследуемых по закону за преступления против женщин. Эта политика встретила жёсткую критику как со стороны пользователей сервиса, так и со стороны музыкантов. В июне от этой практики отказались. Одной из настоящих причин возвращения именно этих артистов указывается давление со стороны лейблов, для которых они являются коммерчески необходимыми. Осуждённые за педофилию Гари Глиттер и «Lostprophets» всё ещё отсутствуют в плейлистах и радио, а в апреле 2019 года были полностью удалены каталоги группы «Blood on the Dance Floor», чей вокалист был обвинён в многочисленных изнасилованиях несовершеннолетних.

### Шакиль Хан
Накануне выхода компании на биржу, старший брат одного из инвесторов, Шакиля Хана, Танвир Хан (англ. Tanweer Khan) разослал семьдесят писем директорам подразделений и членам совета директоров, где описал, что его брат играл одну из главных ролей в становлении «Спотифай», но, вопреки закону, не указан в документах, поданных комиссии по ценным бумагам и биржам.
В ответ на обвинения в скрытии ключевого сотрудника, «Спотифай» заявил, что по закону только действующие на момент подачи заявки на выход на торги сотрудники должны быть указаны, а Шакиль покинул компанию как сотрудник в 2012 году и активность Танвира вызвана тем, что Шакиль отказался финансировать запуск его сайта по продаже автомобилей.

### Удаление профилей исполнителей, попавших под санкции Евросоюза
28 июня 2024 года стало известно, что Spotify удалил со своей площадки все песни и профиля тех исполнителей, попавших под санкции Евросоюза в связи с вторжением России на Украину. Среди них была группа Любэ (в частности, Николай Расторгуев), а также SHAMAN, Григорий Лепс, Олег Газманов и Полина Гагарина. Несмотря на это, песни остались доступными в других сервисах, базирующихся в США, таких как YouTube Music и Apple Music.
Сами Spotify прокомментировали удаление так:

Правила площадки ясно определяют, что мы применяем меры тогда, когда находим тот контент, который явно нарушает нашу политику контента или местное законодательство.
Оригинальный текст (англ.)Platform Rules clearly state that we take action when we identify content which explicitly violates our content policies or local laws.

— пишут The Moscow Times.
По данным Baza 27 июня 2024 года также стало известно, что некоторые исполнители, в частности, Soda Luv, Yanix и SLAVA MARLOW подверглись взлому со стороны неизвестных хакеров.

## Бизнес-стратегия
Исследователи из Массачусетского технологического института (MIT) пришли к выводу, что позиционируемая инвесторам как шведская, компания не соблюдает никаких шведских бизнес-традиций (шведский социализм), во время становления в 2008—2010 годах главный офис располагался в Лондоне, что делало компанию британской, а сейчас является по своей стратегии американской медиа-фирмой, более близкой телевизионному каналу США. Являясь крупной межнациональной корпорацией, Spotify прибегает к имиджу «хипстерского стартапа».
MIT также утверждает, что продуктом, который предоставляет компания, являются не мультимедиа-файлы, а впечатления, культурные артефакты, дизайн интерфейса, аналитика и исследование поведения потребителей, а также обещания роста, продаваемые инвесторам. Согласно налоговой декларации, Spotify занимается «обработкой данных, хостингом, веб-порталами», а не стримингом аудио. Как сервис «Спотифай» использует уже созданный медиа-контент для получения данных о поведении потребителей, которые необходимы производителям медиа-контента для создания нового контента либо персонализации рекламы. Правила пользования сервисом в США включают требования разрешения на использование процессора, полосы пропускания интернета и модулей памяти устройств для сбора данных, для последующего использования их партнёрами.
Каждый артист имеет доступ к персональной статистике «Spotify for Artists», где отображено до какой секунды пользователи слушают композиции, и все характеристики их аудитории — место жительства, пол, музыкальные предпочтения и т. д.
С приходом Шона Паркера в совет директоров в 2010 году сервис из музыкального трансформировался в социальную платформу, интегрированную с Facebook, и продолжает оставаться ей до сих пор, ведь самые популярные функции (плейлисты и рекомендации) базируются на скрытых социальных взаимодействиях.
Spotify не имела возможности никогда называться бесплатным сервисом, ведь экономический кризис начался примерно одновременно с выходом компании на рынок и сделал невозможным полагаться на доход от рекламных объявлений. Кампании для увеличения числа платных пользователей начались в 2009, и в 2015 году только 10 % дохода было получено с бесплатных пользователей. Из 1,67 млрд евро оборота за второй квартал 2019 года лишь 165 млн пришлось на доход с показа рекламных объявлений. Эксперимент показал, что рекламные объявления не защищены от блокирования специальными приложениями, что навело MIT на мысль, что Spotify не делает и не делал ставки на рекламную часть дохода. Вопреки этим выводам, в 2019 году сервис начал блокировать доступ к сервису пользователям с установленными приложениями по блокировке рекламы, в том числе и платным.
Анализ маркетингового позиционирования Spotify показал, что настоящей целью компании, убыточной десять лет, является продажа её более крупной компании. Позиционирование компании как шведской и расположение главного офиса в городе с недостатком высококвалифицированных кадров и жилищным кризисом, Стокгольме, необходимо для уменьшения налогов, которые платят граждане США, инвестирующие в Европе.
Средняя прибыль с одного пользователя (включая неактивные профили) в четвёртом квартале 2018 года составила 4,89 €.
4 февраля 2025 года компания впервые отчиталась о годовой прибыли. Её размер за 2024 год составил 1,14 млрд евро.

## Географическая доступность
«Спотифай» доступен на рынках 178 стран по всему миру.
Полный список стран, в которых имеется доступ к сервису: Австралия, Австрия, Азербайджан, Албания, Андорра, Армения, Аргентина, Беларусь, Бельгия, Болгария, Боливия, Босния и Герцеговина, Бразилия, Великобритания, Венгрия, Вьетнам, Гватемала, Германия, Грузия, Гондурас, Гонконг, Греция, Дания, Доминиканская Республика, Египет, Израиль, Индонезия, Индия, Ирландия, Исландия, Испания, Италия, Казахстан, Канада, Кипр, Колумбия, Косово, Коста-Рика, Кыргызстан, Латвия, Литва, Лихтенштейн, Люксембург, Малайзия, Мальта, Мексика, Молдова, Монако, Нидерланды, Никарагуа, Новая Зеландия, Норвегия, Панама, Парагвай, Перу, Польша, Португалия, Румыния, Сальвадор, Северная Македония, Сербия, Сингапур, Словения, Словакия, Соединённые Штаты Америки, Тайвань, Таиланд, Турция, Узбекистан, Украина, Уругвай, Филиппины, Финляндия, Франция, Хорватия, Черногория, Чехия, Чили, Швейцария, Швеция, Эквадор, Эстония, Южная Африка, Япония.

### История расширения

Доступность «Спотифай» в мире

В октябре 2008 «Спотифай» приступил к работе в Скандинавии, Франции и Испании, а в феврале следующего года стал доступен в Великобритании. В мае 2010 открылся в Нидерландах, в июле 2011 в США, в ноябре того же года в Австрии, Бельгии и Швейцарии, затем, в 2012, заработал в Германии, Австралии, Новой Зеландии, Ирландии и Люксембурге.
| История расширения | История расширения | История расширения                                              |
| Дата               | Страны/регионы | Источник(и)                                                     |
| ------------------ | --- | --------------------------------------------------------------- |
| 7 октября 2008     | - Швеция - Финляндия - Франция - Норвегия - Испания | [ 127 ]                                                         |
| 10 февраля 2009    | - Великобритания | [ 128 ]                                                         |
| 18 мая 2010        | - Нидерланды | [ 129 ]                                                         |
| 14 июля 2011       | - США | [ 130 ] [ 131 ]                                                 |
| 12 октября 2011    | - Дания | [ 132 ] [ 133 ]                                                 |
| 15 ноября 2011     | - Австрия | [ 134 ]                                                         |
| 16 ноября 2011     | - Бельгия - Швейцария | [ 135 ]                                                         |
| 13 марта 2012      | - Германия | [ 136 ]                                                         |
| 22 мая 2012        | - Австралия - Новая Зеландия | [ 137 ] [ 138 ]                                                 |
| 13 ноября 2012     | - Андорра - Ирландия - Лихтенштейн - Люксембург - Монако | [ 139 ] [ 140 ] [ 141 ]                                         |
| 12 февраля 2013    | - Италия - Польша - Португалия | [ 142 ]                                                         |
| 16 апреля 2013     | - Эстония - Гонконг - Исландия - Латвия - Литва - Малайзия - Мексика - Сингапур | [ 143 ] [ 144 ]                                                 |
| 24 сентября 2013   | - Аргентина - Греция - Тайвань - Турция | [ 145 ] [ 146 ]                                                 |
| 12 декабря 2013    | - Боливия - Болгария - Чили - Колумбия - Коста-Рика - Кипр - Чехия - Доминиканская республика - Эквадор - Сальвадор - Гватемала - Гондурас - Венгрия - Мальта - Никарагуа - Панама - Парагвай - Перу - Словакия - Уругвай | [ 147 ] [ 148 ]                                                 |
| 8 апреля 2014      | - Филиппины | [ 149 ]                                                         |
| 28 мая 2014        | - Бразилия | [ 150 ]                                                         |
| 30 сентября 2014   | - Канада | [ 151 ]                                                         |
| 30 марта 2016      | - Индонезия | [ 152 ]                                                         |
| 29 сентября 2016   | - Япония | [ 153 ]                                                         |
| 22 августа 2017    | - Таиланд | [ 154 ] [ 155 ]                                                 |
| 13 марта 2018      | - Израиль - Румыния - Южная Африка - Вьетнам | [ 156 ]                                                         |
| 13 ноября 2018     | - Алжир - Бахрейн - Египет - Иордания - Кувейт - Ливан - Марокко - Оман - Палестина - Катар - Саудовская Аравия - Тунис - Объединённые Арабские Эмираты | [ 157 ] [ 158 ]                                                 |
| 26 февраля 2019    | - Индия | [ 159 ]                                                         |
| 14 июля 2020       | - Албания - Беларусь - Босния и Герцеговина - Казахстан - Косово - Молдова - Россия - Северная Македония - Сербия - Словения - Украина - Хорватия - Черногория | [ 160 ] [ 161 ]                                                 |
| 1 февраля 2021     | - Южная Корея | [ 162 ]                                                         |
| 23 февраля 2021    | - Бангладеш - Гана - Кения - Нигерия - Пакистан - Танзания - Шри Ланка - Уганда | [ 163 ] [ 164 ] [ 165 ] [ 166 ] [ 167 ] [ 168 ] [ 169 ] [ 170 ] |
| 24 февраля 2021    | - Антигуа и Барбуда - Армения - Багамы - Барбадос - Белиз - Бутан - Ботсвана - Буркина Фасо - Кабо Верде - Кюрасао - Доминика - Фиджи - Гамбия - Грузия - Гренада - Гвинея-Бисау - Гайана - Гаити - Ямайка - Кирибати - Лесото - Либерия - Малави - Мальдивы - Мали - Маршаловы Острова - Микронезия - Намибия - Науру - Нигер - Палау - Папуа Новая Гвинея - Самоа - Сан Марино - Сан-Томе и Принсипи - Синегал - Сейшелы - Сьерра-Леоне - Соломоновы Острова - Сент-Китс и Невис - Сент Лусиа - Сент-Винсент и Гренада - Суриман - Восточный Тимор - Тонга - Тринидад и Тобаго - Тувалу - Вануату | [ 171 ]                                                         |
| 26 февраля 2021    | - Ангола - Азербайджан - Бенин - Бруней - Бурунди - Камбоджа - Камерун - Чад - Комомры - Кот-д’Ивуар - Джибути - Экваториальная Гвинея - Эсватини - Габон - Гвинея - Кыргызстан - Лаос - Макау - Мадагаскар - Мауритания - Мауритис - Монголия - Мозамбик - Непал - Руанда - Того - Узбекистан - Замбия - Зимбабве | [ 172 ]                                                         |

В 2013 году сервис продолжил наращивать своё присутствие в таких странах, как Италия, Польша, Португалия, Мексика, Гонконг, Малайзия, Сингапур, Латвия, Литва, Исландия, Аргентина, Греция, Китайская Республика и прочих странах. В 2014 году сервис стал доступен на Филиппинах, в Бразилии и Канаде. В 2016 году добавились два азиатских государства: Япония и Индонезия. В 2017 году этот список пополнил и Таиланд.

### В России
В 2014 году компания зарегистрировала юридическое лицо ООО «Спотифай» в России. Директором российского офиса стал Александр Кубанеишвили, с которым компания затем рассталась, закрыв офис в 2015 году. Высказывались предположения, что причиной закрытия стали такие факторы, как непредсказуемое ужесточение законов, в том числе, в сфере интернета, необходимость иметь серверы в России и экономический кризис.
В марте 2018 года возобновились переговоры о запуске сервиса в РФ, в марте 2019 года в приложении «Спотифай» для Android частично появился вариант перевода интерфейса на русский язык, а на сайте «Спотифай» появились вакансии контент-менеджера со знанием русского языка и российского законодательства в сфере авторского права. В апреле 2019 года компания Samsung сообщила о цене подписки на сервис в РФ на своей странице во ВКонтакте. По информации «Коммерсантъ», запуск сервиса на сей раз был перенесён из-за конфликта с лейблом Warner Music Russia из-за условий лицензирования. В январе 2020 Spotify и Warner Music подписали глобальное соглашение о прекращении споров. В феврале на пост генерального директора ООО «Спотифай» был назначен Илья Алексеев, бывший директор по продажам Facebook в России. Запуск был запланирован на осень 2020, совместно с МТС.
8 июля 2020 года появилась новость о том, что сервис запустится в России 15 июля 2020 года.
14 июля 2020 года Spotify появился в российских Microsoft Store, App Store и Google Play, также стала доступна русскоязычная версия сайта и оплата премиум-подписки с российских банковских карт, а на новостном сайте Spotify появилась официальная статья о полноценном релизе в 13 странах Европы, в этом числе есть и Россия. 15 июля сервис был запущен во всех перечисленных странах в полном объёме. В дальнейшем стало известно, что раздел с подкастами пока недоступен российским пользователям поскольку, как объяснили представители сервиса, рынок с подкастами в России «только зарождается».
В октябре 2021 года подкасты в Spotify стали доступны для российских пользователей.
В январе 2022 года Spotify начал процедуру приведения деятельности в России в соответствии с законом о приземлении, зарегистрировав личный кабинет компании на сайте Роскомнадзора, а в феврале — региональное представительство.
С марта 2022 года в связи с новыми внешними ограничениями, связанными с основными платёжными провайдерами, Premium-подписка больше недоступна для покупки в России. Бесплатная версия приложения продолжала работать, при этом реклама в ней была отключена. 25 марта 2022 Spotify объявил о полной приостановке деятельности в России.
11 апреля 2022 года Spotify временно приостановил деятельность на российском рынке.
13 февраля 2023 года было подано заявление о ликвидации юридического лица ООО «Спотифай».
14 декабря 2023 года юридическое лицо было ликвидировано и Spotify официально прекратил работу в России.

## Ключевые фигуры

### Инвесторы
В общей сумме компания собрала от 48 инвесторов 2,8 миллиарда долларов США. Гипотетически основатели умножили свой вклад к 2018 году в 600 раз, а самые первые инвесторы — в 300.
- Даниэль инвестировал 20 миллионов шведских крон, Мартин — 50.[197]
- Людвиг Стригеус, получил 5 % акций за продажу «μTorrent».
- Феликс Хагнё (швед. Felix Hagnö), бывший партнёр Мартина Лорентсона по «TradeDoubler». С отцом Бентом (швед. Bengt Hagnö) купили 10 % акций за 10 миллионов крон[198].
- Пер-Йорген Персон (швед. Pär-Jörgen Pärson), бывший начальник Мартина из «Cell Ventures», сожалеющий, что упустил в своё время возможность инвестировать в «Tradedoubler».[10] Является самым первым инвестором-не сотрудником[199]. Помогал искать инвесторов на ранних этапах. Среди компаний, отказавших ему инвестировать: «Svenska Kinnevik», «Index Ventures[англ.]», «Balderton Capital[англ.]».[10]
- Шон Паркер через свою компанию «Founders Fund[англ.]» в феврале 2010 года инвестировал 90 миллионов крон, хотя Даниэль был против.[10]
- Эштон Кутчер, актёр, 2010 год.[10]
- Скутер Браун, менеджер популярных музыкантов; узнал о «Спотифай» из списка «Forbes» «30 до 30», где также был представлен. Его клиент Джастин Бибер также вложил неизвестную сумму в сервис.
- Джаред Лето, 2012 год, сумма инвестиций не известна[200].
- Шон Комбс, сумма инвестиций не известна.
- Юрий Мильнер и Алишер Усманов («DST Global») инвестировали 80 миллионов долларов в 2011 году.[10][201][202]
- «Кока-кола», 10 миллионов долларов в 2012 году[203].
- «TeliaSonera» инвестировала летом 2015 года полмиллиарда долларов США.[24]
- Китайский медиа-монополист «Tencent» обменялся со «Спотифай» долями акций в обмен на обещание не выходить на рынки друг друга.
- «Technology Crossover Ventures» в 2014 году вложило 250 миллионов долларов в ноябре 2013 года.
- «Goldman Sachs» в ноябре 2012 инвестировала 100 миллионов $[204].
- Негосударственные пенсионные фонды Швеции «AMF[швед.]», «Alecta[швед.]» и «Folksam[швед.]» инвестировали в общем более миллиарда крон[205].

### Первоначальная команда
- швед. Andreas Ehn, самый первый сотрудник компании, директор отдела разработки, бывший технический директор «Stardoll». [7]
- англ. Fred Davis, советник с 2006 года.[206]
- англ. Jonathan Forster, начальник отдела продаж, с февраля 2007 года.
- англ. Mengmeng Du, директор по открытию офисов в новых странах 2007—2014.
- швед. Niklas Ivarsson, друг Мартина по вузу, бывший директор по Европейской территории в «ATI».[10]
- англ. Mattias de Zalenski, разработчик.[207]
- швед. Sophia Bendz, отдел коммуникации, 2006—2014, бывший журналист из pr-фирмы «Prime».[10] Представлена Мартину братом Юханом (швед. Johan Bendz), сотрудником «TradeDoubler».
- швед. Petra Hansson, юрист.
- швед. Martin Birkeldh, администратор офиса, однокурсник Даниэля из гимназии.
- швед. Mattias Arrelid, разработчик.
- швед. Per Malm, разработчик.
- швед. Daniel Ekberger, разработчик.
- швед. Tommie Gannert, разработчик.
- швед. Emil Fredriksson, разработчик.
- швед. Jon Åslund, разработчик.
- швед. Magnus Hult, метаданные.
- швед. Nevyn Bengtsson, разработчик.

### Бывшие сотрудники
- англ. Jonathan Prince, коммуникация и внутренняя политика.[84]
- швед. Candice Katz, внешняя коммуникация, до 2015 года.
- англ. Chris Bevington, директор по развитию, погиб в террористической атаке в центре Стокгольма в апреле 2017 года.
- швед. Henrik Landgren, аналитика, до 2018 года.[10]
- англ. Will Page, главный финансист, до лета 2019 года.
- англ. Mike Biggane, директор по стратегии развития мирового курирования музыки, перешёл в «Universal Music Group» летом 2019 года.

### Нынешние ключевые сотрудники
- англ. Shakil Khan, советник с 2006 года. Впервые купил ноутбук в 22 года в 1998 и вскоре начал продавать домены, а затем запустил свой первый сайт smsboy.com рассылающий смс на любые мобильные номера.
- англ. Barry McCarthy, финансовый директор, выведший компанию на IPO. C января 2020 года — член совета директоров[208].
- англ. Dustee Jenkins, коммуникации.
- швед. Alex Norström, директор по премиум-подписке.
- швед. Gustav Söderström, директор по разработке.
- англ. Dawn Ostroff, контент и сотрудничество с артистами.
- швед. Cecilia Qvist, развитие рынков.
- швед. Peter Sterky, заместитель генерального директора, бывший экономист из «Tradedoubler».[10]
- швед. Katarina Berg, начальник отдела кадров.
- англ. Ken Parks, директор по контенту.
- швед. Johan Baltzar, аналитика.[10]
- англ. Ajay Kalia, контент.
- англ. Jana Jakovljevic, программируемая реклама.
- англ. Mayur Gupta, вице-президент по маркетингу.
- англ. Rochelle King, вице-президент по дизайну.
- англ. Cliff Hazell, главный тренер по разработке.
- англ. Sulinna Ong, глава по работе с артистами и лейблами в Великобритании и Ирландии.

### Комментарии
1. ↑  Пакет федеральных законов о недостоверных новостях от 18 марта 2019 года